# دیوید بردلی (بازیگر آمریکایی)
دیوید بردلی (انگلیسی: David Bradley) زادهٔ ۲ اکتبر ۱۹۵۳ هنرپیشه و رزمی کار اهل ایالات متحده آمریکا است که عمدتاً به خاطر بازی در فیلم‌های متعدد اکشن و کم بودجهٔ دهه ۱۹۹۰ شهرت دارد. مجموعه فیلم دنباله دار نینجای آمریکایی از جملهٔ مشهورترین فیلمهای او است.
از دیگر فیلم‌ها یا برنامه‌های تلویزیونی که وی در آن نقش داشته‌است می‌توان به سامورایی آمریکایی و پلیس سایبورگ اشاره کرد.

## فیلمشناسی
| سال  | نام فیلم                      | نقش                  | توضیحات اضافه               |
| ---- | ----------------------------- | -------------------- | --------------------------- |
| ۱۹۹۷ | واقعیت کامل                   | آنتونی رند           |                             |
| ۱۹۹۷ | انتظار می‌کشم                  | دکتر وینسنت مکینتایر |                             |
| ۱۹۹۷ | بحران                         | الکس                 | با نام مستعار بن‌بست         |
| ۱۹۹۶ | محموله سفید                   | جو هارگیتای          |                             |
| ۱۹۹۶ | خروج                          | چارلز                | فیلم ویدئویی                |
| ۱۹۹۵ | پلیس سایبورگ ۲                | جک رایان             | با نام مستعار سرباز سایبورگ |
| ۱۹۹۵ | عدالت سخت                     | نیک آدامز            | فیلم ویدئویی                |
| ۱۹۹۴ | راه خونین                     | برد کینگزبری         | با نام مستعار خارج از قانون |
| ۱۹۹۴ | رزمندگان خونین                | وس هیلی              | تله فیلم                    |
| ۱۹۹۳ | پلیس سایبورگ                  | جک                   |                             |
| ۱۹۹۳ | نینجای آمریکایی ۵             | جو کاستل             |                             |
| ۱۹۹۲ | سامورایی آمریکایی             | اندرو 'درو' کالینز   |                             |
| ۱۹۹۱ | پایین‌ترین سطح                 | سام                  | فیلم ویدئویی                |
| ۱۹۹۰ | نینجای آمریکایی ۴ : نابودی    | شان دیویدسون         |                             |
| ۱۹۸۹ | نینجای آمریکایی ۳: شکار خونین | شان دیویدسون         |                             |
| ۱۹۸۹ | قتل، او نوشته شده‌است          | آدام پری             | سریال تلویزون               |